# Gaetano Manfredi
Gaetano Manfredi (*4. ledna 1964, Ottaviano) je italský inženýr, akademický pracovník a politik. V letech 2020 až 2021 byl ministrem univerzit a výzkum ve druhé Conteho vládě; v říjnu 2021 byl zvolen starostou Neapole.

## Životopis
Gaetano Manfredi promoval v roce 1988 na univerzitě Federica II. v Neapoli, kde byl v roce 1998 jmenován profesorem stavebních technik; od 1. listopadu 2014 do svého jmenování ministrem byl rektorem této univerzity. Od roku 2015 do roku 2020 byl prezidentem Konference rektorů italských univerzit (CRUI). Ve své vědecké práci se zaměřuje především na seismické inženýrství.

### Politická kariéra
V letech 2006 až 2008 byl poradcem Luigiho Nicolaise, který byl ministrem pro reformy a inovace ve veřejné správě ve druhé Prodiho vládě.
Dne 28. prosince 2019 byl jako nezávislý jmenován ministrem pro univerzity a výzkum ve vládě druhé Conteho vládě, kde nahradil rezignujícího Lorenza Fioramontiho. Do úřadu nastoupil 10. ledna 2020 a téhož dne skončil ve funkci rektora a předsedy CRUI. Rektorské funkce přebral prorektor Arturo De Vivo. Funkci opustil s koncem vlády v únoru 2021.
V říjnu téhož roku kandidoval jako nezávislý za Středolevicovou koalici na starostu Neapole. Do funkce byl zvolen, a to již v prvním kole, když získal 62,9 procenta hlasů.

### Soukromý život
Gaetano Manfredi je ženatý s lékařkou Cettinou Del Pianovou, se kterou mají dceru Svevu. Jeho bratr je politik Massimiliano Manfredi.

## Soudní řízení

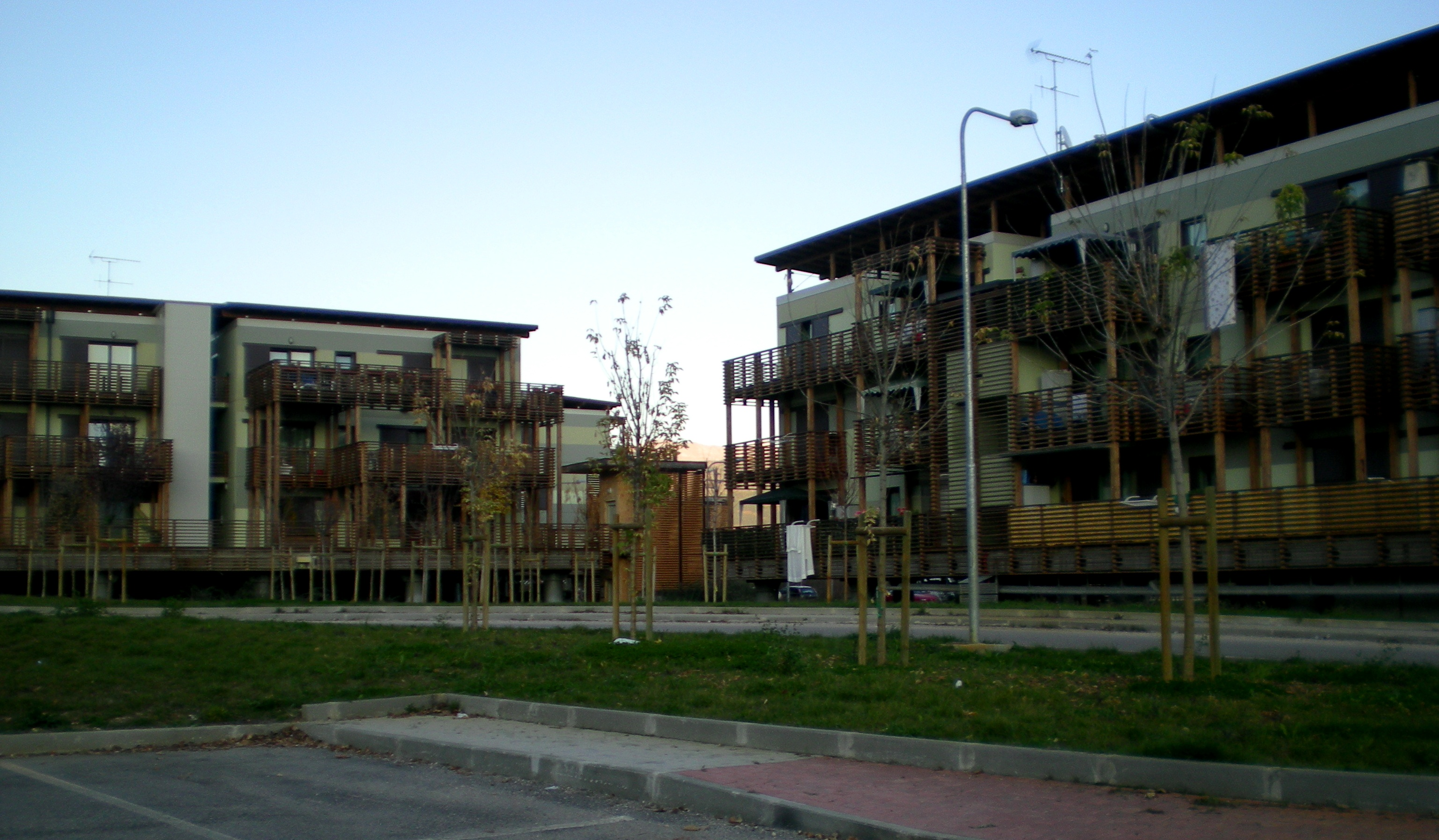
Nové budovy v Cese di Preturo postavené po zemětřesení v L'Aquile v roce 2009 jako součást projektu CASE („nové město“)

### Řízení o padělání při zkouškách prováděných v L'Aquile
V roce 2015 byl spolu s dalšími třiceti sedmi osobami obžalován kvůli zřícení budov v „novém městě“ v Cese di Preturo, které bylo postaveno po zemětřesení v roce 2009. Manfredi byl součástí komise pro testování realizovaných staveb. Manfredi byl obžalován z uvedení nepravdivých údajů ve veřejné listině, protože doložil že dílo se shoduje se zákony, smlouvami a projekty aniž by provedl patřičné kontroly.
Předběžné projednání bylo naplánováno na únor 2020, na den, kdy by došlo k promlčení trestného činu. Důvody těchto průtahů lze zdůvodnit chybami v oznamování informací účastníkům řízení a zároveň i v projednávání otázky příslušnosti soudu.